# Rouen
Rouen [ruán] je severofrancouzské město v Normandii, 70 km východně od Le Havre a asi 110 km severozápadně od Paříže. Je hlavním městem regionu Normandie a departementu Seine-Maritime. Městu je někdy přezdíváno Hamburk Západu nebo Gotické Athény. Je nositelem Řádu čestné legie.

## Geografie
Městem protéká řeka Seina a tři její přítoky Aubette, Robec a Cailly. Uprostřed řeky je ostrov.
Sousední obce: Mont-Saint-Aignan, Déville-lès-Rouen, Maromme, Bois-Guillaume, Bihorel, Saint-Martin-du-Vivier, Darnétal, Canteleu, Saint-Léger-du-Bourg-Denis, Le Grand-Quevilly, Le Petit-Quevilly, Sotteville-lès-Rouen a Bonsecours.
Původně se město nacházelo na pravé straně řeky Seiny. Dnes je jeho součástí i levý břeh (například čtvrť Saint-Sever) a l'île Lacroix. Sever města je velmi kopcovitý a dominuje mu plošina, kde se nachází část městské aglomerace. Seina tvoří 179 ha celkové plochy města.
Přístav v Rouenu byl jedním z nejdůležitějších francouzských přístavů pro import citrusů a tropického ovoce. Ve druhé polovině devatenáctého století, poté, co byla valná většina francouzských vinic zničena phylloxérou, přístavní aktivita rychle vzrostla s importem vína z Alžírska.

## Podnebí
Po většinu roku (asi 180 dní) je počasí deštivé. Klima je oceánského typu. Jak léta, tak zimy jsou převážně mírné. Podnebí je ovlivňováno kanálem la Manche, který se nachází ve vzdálenosti 60 kilometrů.

## Doprava
Hlavní vlaky jezdí z Gare de Rouen-Rive-Droite do Le Havre a Paříže a regionální vlaky do Caen, Dieppe a dalších místních destinací v Normandii. Denní přímé vlaky jezdí do Amiens a Lille a přímé TGV (vysokorychlostní vlaky) denně spojují město s Lyonem a Marseille.
Městskou dopravu v Rouen tvoří tramvajový a autobusový systém. Tramvaj se z tunelu pod centrem města větví do dvou linek. Rouen také obsluhuje TEOR (Transport Est-Ouest Rouennais) a autobusy provozované ve spojení s tramvají společnosti TCAR (Transports en commun de l'agglomération rouennaise), dceřiné společnosti Transdev.
Rouen má své vlastní letiště.
Seina je hlavní osou pro námořní nákladní spojení v přístavu Rouen. Trajektové přístavy přes Lamanšský průliv Caen, Le Havre, Dieppe (50 minut) a Calais a Eurotunel jsou v dojezdové vzdálenosti (dvě a půl hodiny nebo méně).

## Vzdělání
- NEOMA Business School
- Université de Rouen-Normandie

## Vývoj počtu obyvatel
Rouen je centrem silně osídlené oblasti, která v roce 2011 čítala 655 013 obyvatel. Od roku 1990 do 2011 populace v Rouenu vzrostla zhruba o 9 000 obyvatel, přičemž průměrné meziroční tempo růstu je zhruba 0,7 %.
V roce 2018 město mělo přes 111 000 obyvatel. Vývoj počtu obyvatel je znám díky sčítání obyvatelstva, jenž je v obci uskutečňováno od roku 1973.
Počet obyvatel

## Historie
Rouen byl založen již za dob Římské říše, kdy byl nazýván Rotomagus.
V roce 1431 byla na náměstí Vieux-Marché Angličany upálena Johanka z Arku a v roce 1866 se zde narodil a velkou část svého života žil nositel Nobelovy cena za fyziologii nebo lékařství Charles Nicolle.

## Památky
Město má mnoho pamětihodností, část města byla v době druhé světové války vybombardována, nicméně se zachovaly na dva tisíce tradičních hrázděných domů, mnoho kostelů a další.
- Katedrála Notre-Dame, raně gotická z let 1180–1237 se třemi věžemi. Je zde pohřben anglický král Richard I. Lví srdce.
- Kostel Saint-Ouen, bývalý opatský kostel ve stylu pozdní, tzv. plaménkové gotiky
- Kostel Saint-Maclou
- Věž Jany z Arku

## Galerie

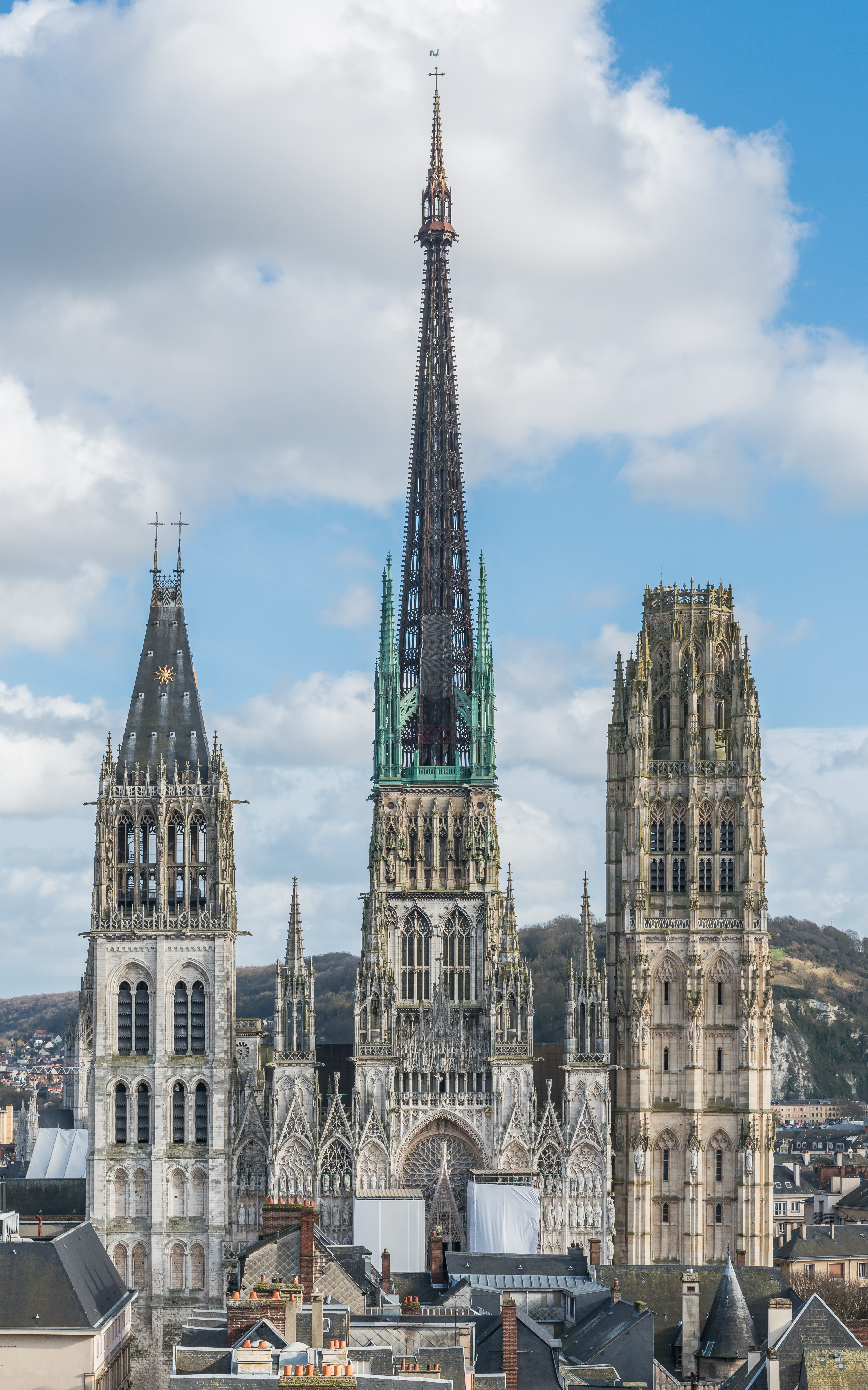
Katedrála od západu
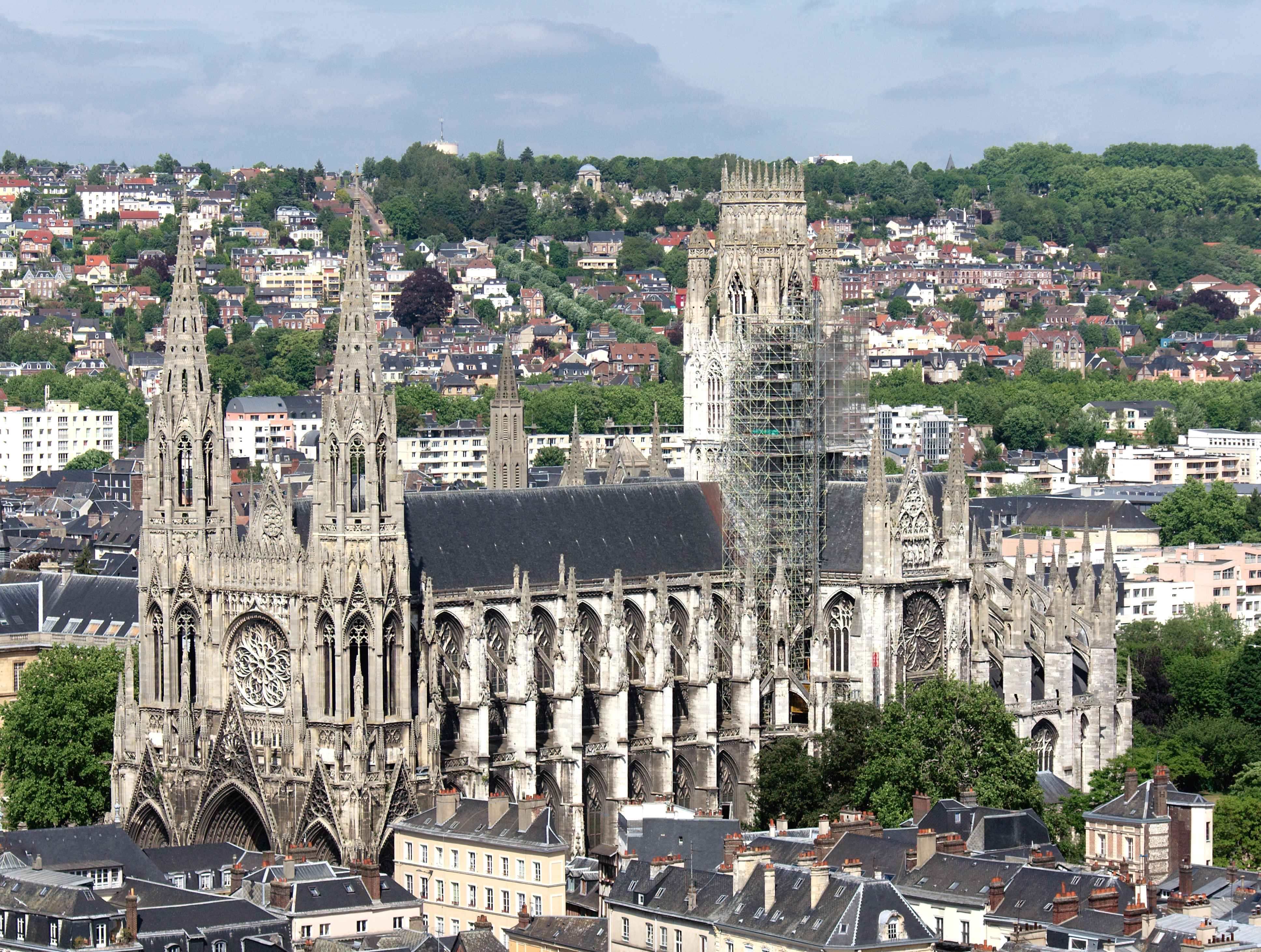
Opatský kostel St. Ouen
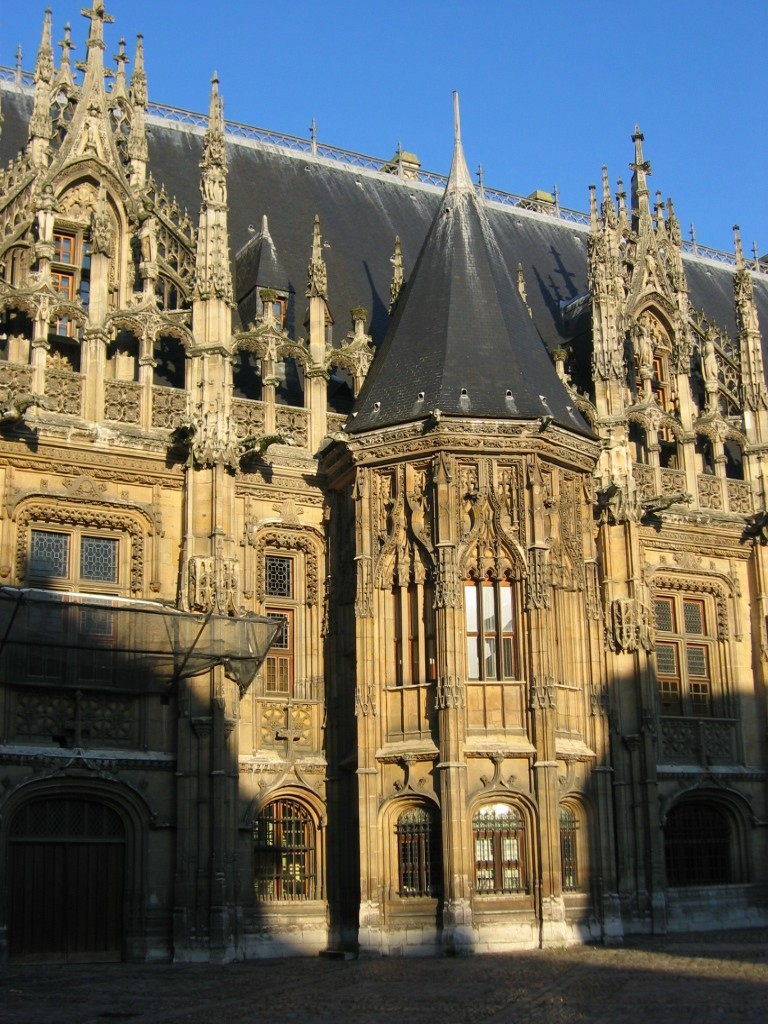
Justiční palác
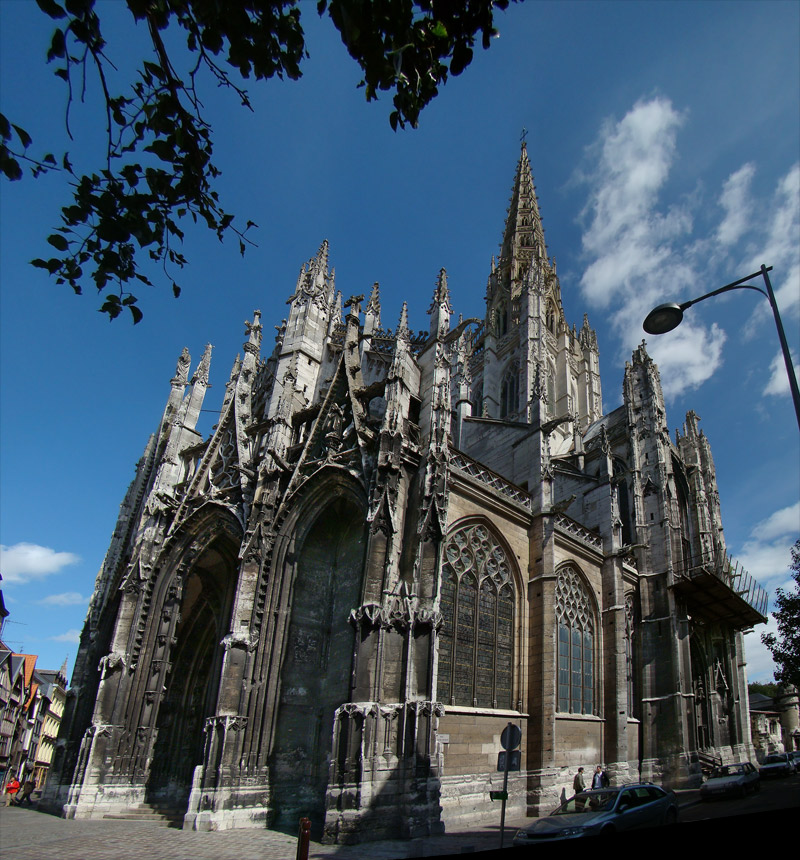
Kostel St. Maclou
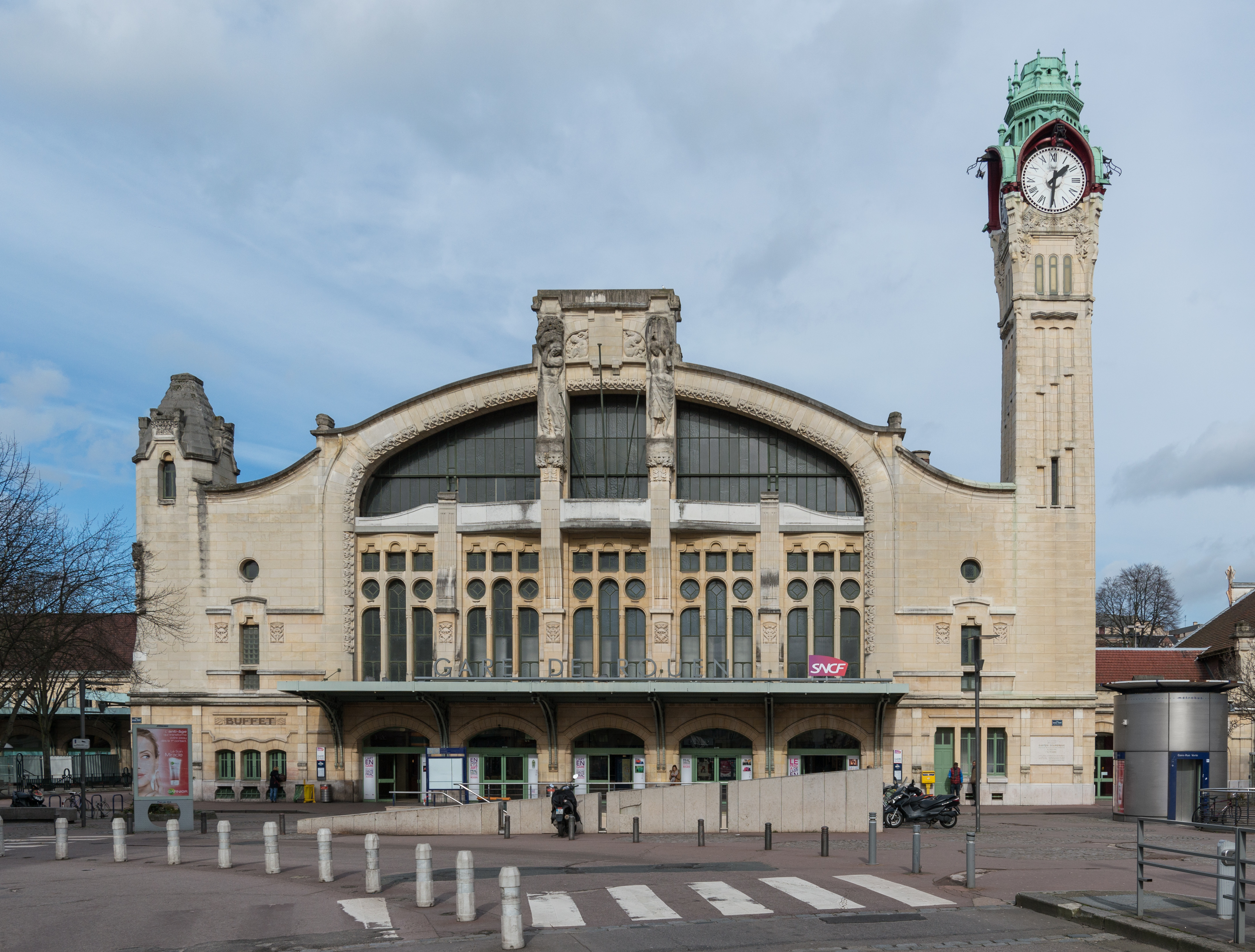
Nádraží Rouen – Rive Droite

## Náboženství
V Rouenu sídlí arcibiskupství rouenské. Od středověku zde existuje nepočetná, ale významná židovská komunita.

## Osobnosti
- Eduard IV. (1442–1470), anglický král
- Pierre Corneille (1606–1684), dramatik
- René Robert Cavelier de La Salle (1643–1687), objevitel Louisiany
- Bernard le Bovier de Fontenelle (1657–1757), filosof, religionista a spisovatel
- Jean-Édouard Adam (1768–1807), fyzik a chemik
- François Adrien Boieldieu (1775–1834), hudební skladatel
- Théodore Géricault (1791–1824), malíř
- Gustave Flaubert (1821–1880), spisovatel
- Maurice Leblanc (1864–1941), spisovatel
- Charles Nicolle (1866–1936), lékař, nositel Nobelovy ceny
- Marcel Dupré (1886–1971), hudební skladatel a varhaník
- Miroslav Novák (1907–2000), patriarcha Církve československé husitské
- Jacques Rivette (1928–2016), filmový režisér, herec a bývalý filmový kritik
- Jacques Anquetil (1934–1987), cyklista, pětinásobný vítěz Tour de France
- Anny Duperey (* 1947), herečka
- François Hollande (* 1954), francouzský prezident
- Karin Viardová (* 1966), herečka
- Édouard Philippe (* 1970), francouzský premiér
- Thomas Pesquet (* 1978), astronaut
- Pierre Gasly (* 1996), pilot Formule 1, jezdí s číslem 10 za tým Alpine-Renault

## Partnerská města
- Cleveland, USA
- Hanover, Německo
- Ningbo, Čína
- Norwich, Spojené království
- Salerno, Itálie, od roku 2003
- Čedžu, Jižní Korea